# مات بونر
مات بونر (بالإنجليزية: Matt Bonner)‏ مواليد 5 أبريل 1980، هو لاعب كرة سلة أمريكي يلعب مع فريق سان أنطونيو سبرز في الرابطة الوطنية لكرة السلة ويحمل الرقم 15. يبلغ طوله 6 قدم 10 بوصة (2.1 م).

## فرق لعب لها
- تورونتو رابتورز
- سان أنطونيو سبرز

## روابط خارجية
- مات بونر على موقع إن بي أي (الإنجليزية)
- مات بونر على موقع سبورتس رفرنس (الإنجليزية)
- مات بونر على موقع كرة السلة الأوروبية.كوم (الإنجليزية)
- مات بونر على موقع إي إس بي إن.كوم (الإنجليزية)
- مات بونر على موقع كلية كرة السلة في سبورتس رفرنس.كوم (الإنجليزية)
- مات بونر على موقع ريلجم (الإنجليزية)
- مات بونر على موقع بروبوليرز (الإنجليزية)
- مات بونر على موقع سبورتس رفرنس (الإنجليزية)